# 中华牡蛎
中华牡蛎（学名：Hyotissa sinensis），是牡蛎目缘曲牡蛎科舌骨牡蛎属的一种。主要分布于中国大陆，常栖息在潮间带至潮下带。
其种加词“sinensis”意为“中华的”。